# Амфотерные поверхностно-активные вещества
Амфотерные (амфолитные) поверхностно-активные вещества (ПАВ) (англ. ampholitic surfactant или англ. zwitterionic surfactant) — поверхностно-активные вещества, способные быть донорами или акцепторами протона в зависимости от значения pH раствора. Представляют собой соединения, которые в водных растворах в зависимости от значения рН среды по-разному ионизируются и действуют — в кислом растворе проявляют свойства катионных ПАВ, а в щелочном растворе — анионных ПАВ. Примером амфотерного сурфактанта может служить алкилбетаин RCH[N+(CH3)3]COO-. К амфотерным сурфактантам относятся также природные полимеры: белки и нуклеиновые кислоты.

## Общие сведения
Обычно амфотерный сурфактант включает одну или несколько основных и кислотных групп, может содержать также и неионогенную полигликолевую группу. В зависимости от значения pH проявляет свойства катионактивных или анионактивных ПАВ. При некотором значении pH, называемом изоэлектрической точкой амфотерный сурфактант существует в виде биполярных ионов или цвиттер-ионов. Последние являются нейтральными молекулами, содержащими одновременно как положительные, так и отрицательные ионные центры. В качестве катионной группы обычно служит первичная, вторичная или третичная аммониевая группа, остаток пиридина или имидазолина. Анионными группами являются карбоксильные, сульфонатные, сульфоэфирные или фосфатные группы.
При значениях рН, называемых изоэлектрической точкой, молекулы амфотерных ПАВ существуют в виде диполярных сбалансированных ионов. В изоэлектрической точке заряды равны, и молекула амфотерных ПАВ представляет собой цвиттер-ион. Чаще всего встречаются катионно- и анионно-ориентированные цвиттер-ионные амфотерные ПАВ.
Катионной группой обычно служат первичная, вторичная или третичная аминогруппы, пиридиновая или имидазолиновые группы. Вместо азота могут быть сера, фосфор, мышьяк и т. д. В качестве анионных групп применяют карбоксильную, сульфонатную, сульфоэфирную и фосфатные группы.
В общем виде амфотерные ПАВ могут быть представлены формулой:
K--R-O+, где R — углеводородный радикал, обычно С9-С19; О+ — это основная группа; К- — кислотная группа.

## Классификация
По химическому строению амфолитные ПАВ подразделяются на пять основных видов.:
1.Алкиламинокарбоновые кислоты (ААКК):
- RNH(CH2)nCOOH — алкильный радикал амина обычно имеет линейное строение, радикал между аминной и карбоксильной группами иногда имеет разветвленный характер;
- алкиламинофенилкарбоновые кислоты — RNHC6H4COOH;

2.Алкилбетаины (АБ) наиболее распространенный тип амфолитных ПАВ:
- С- и N-алкилбетаины — RCH(N+(CH3)3)COO- RN+(CH3)2CH2COO- ;
- сульфобетаины — RC6H4CH2N+(CH3)2CH2CH2OSO3- ;
- сульфитбетаины — RN+(CH3)2CH2CH2OSO2;
- фосфатбетаины RN+(CH3)2CH2CH(OH)CH2OPO3;
- амидобетаины RCONH(CH2)3N+(CH3)2COO- ;
- оксиэтилированные бетаины RN+(CH2CH2O)CH2COO-.

3.Производные алкилимидазолинов. В структуре имидазолиновых амфолитных ПАВ анионные и катионные группы приблизительно равносильны. По структуре их можно разделить на два основных класса — небетаинные и бетаинные:
здесь, R — углеводородный радикал С7-C17.
4.Алкиламиноалкансульфонаты и сульфаты. Константа ионизации кислотной группы у этих ПАВ гораздо больше, чем основной, поэтому их применяют в щелочной среде. В зависимости от констант ионизации можно выделить соли:
- соль алкиламиноалкансульфоната RN(R')-R:—SO3М;
- соль алкиламиноалкансульфата RN(R')-R: — OSO3M;
- производные ароматических аминосульфокислот RR’N—Ar—SO3M,где R и R'-длинный и короткий углеводородные радикалы, R:-короткий двухвалентный радикал

5.Полимерные амфолитные ПАВ:
- природные (белки, нуклеиновые к-ты и т. п.);
- продукты ступенчатой конденсации аминов, формальдегида, альбумина, жирных кислот;
- производные целлюлозы, полученные введением карбоксильных и этаноламиноэтильных групп;
- синтетические, в молекулах которых сочетаются структурные особенности всех приведенных выше групп амфотерных ПАВ.

## Применение
Амфотерные ПАВ в сочетании с анионными ПАВ улучшают пенообразующую способность и повышают безвредность рецептур моющих средств, а при соединении с катионными полимерами усиливают положительное воздействие силиконов и полимеров на волосы и кожу. Эти производные получают из природного сырья, поэтому они являются достаточно дорогостоящими компонентами. Чаще всего используют производные бетаина (кокаминопропил бетаин).
Химическое строение амфолитных ПАВ предусматривает наличие в их структуре многих разнохарактерных функциональных групп и возможность построения их в различных комбинациях. Поэтому при появлении новых направлений в применении ПАВ и исследовании возможностей получения препаратов с заданными свойствами амфолитные ПАВ являются наиболее перспективными.